# 인어가 잠든 집 (영화)
《인어가 잠든 집》(일본어: 人魚の眠る家, 영어: The House Where the Mermaid Sleeps)은 2018년에 개봉한 일본의 드라마 영화이다.
 츠츠미 유키히코가 감독을 시노자키 에리코가 각본을 맡았다.
 일본은 2018년 11월 16일에 대한민국은 2022년 1월 28일에 개봉되었다.

## 줄거리
하리마 부부는 남편의 외도로 별거 상태에 있으며 딸 미즈호의 사립초등학교 입시후

이혼을 생각하고 있는데 미즈호의 입시를 위한 면접시험 도중 울려퍼진 전화는

할머니와 수영장에 놀러간 미즈호가 사고로 병원으로 옮겨졌다는 소식

의사는 뇌사상태임을 알리며 뇌사 선고를 하려면 장기 기증이 필요하다고 알린다

장기기증을 안하면 연명치료에 의존해야 하는 상황에서 평소 딸 미즈호의 성품을

생각하니 장기기증을 원할거라는 생각에 장기 기증으로 선택을 하고

미즈호에게 마지막 인사를 하는 와중에 잠깐의 손가락 움직임을 보이게 되고

이에 선택을 번복하고 연명치료를 시작하게 되는데...

## 출연진

### 주연
- 시노하라 료코 - 하리마 카오루코 역
- 니시지마 히데토시 - 하리마 카즈아키 역

### 조연
- 사카구치 켄타로 - 호시노 유야 역
- 카와에이 리나 - 카와시마 마오 역
- 야마구치 사야카 - 미하루 역
- 다나카 테츠시 - 신도 역
- 타나카 민 - 하리마 타츠오 역
- 마츠자카 케이코 - 치즈코 역
- 사이키 시게루 - 카오루코 아버지 역
- 오오쿠라 코지 - 카도와키 역
- 스루가 타로 - 에토우 역
- 미스터 친 - 경찰관 역
- 엔도 유야 - 이케우치 테츠야
- 리즈 고 - 하리마텍스의 임원 역
- 사이토 타이요 - 하리마 리키토 역